# Sergiolus mainlingensis
Sergiolus mainlingensis är en spindelart som beskrevs av Hu 200. Sergiolus mainlingensis ingår i släktet Sergiolus och familjen plattbuksspindlar. Inga underarter finns listade i Catalogue of Life.